# حكومة جميل مردم بك الثانية
الحكومة السورية التي تشكلت في 28 ديسمبر 1946، هي الحكومة الخامسة والثلاثين في تاريخ سوريا الحديث، والعشرون في عهد الجمهورية السورية الأولى، والسابعة في عهد شكري القوتلي، والثانية بعد الاستقلال؛ كما أنها ثاني حكومة يرأسها جميل مردم. حينما شكل جميل مردم هذه الحكومة كان قد خرج من قيادات الكتلة الوطنية وأسس تحالفًا من الشخصيات المستقلة سياسيًا، وأراد من خلال حكومته أن يجمع مختلف الأقطاب السياسية لتكون أشبه بحكومة وحدة وطنية، فجاءت حكومته مناصفة بين حزب الشعب والحزب الوطني. ونال الثقة في المجلس النيابي، بأغلبية 58 صوتًا مقابل عدم ثقة 33، الأصوات التي جاءت بعدم الثقة، هي أساسًا كانت من النواب الموالين لسعد الله الجابري.

## أبرز أعمالها
أهم أعمال هذه الحكومة كان إلغاء نظام الدرجتين في الانتخابات النيابية واعتماد نظام الانتخاب المباشر، على أساس الديموقراطية المباشرة. واعتمدا قانون الأوقاف الإسلامية، وتنظيم الانتخابات النيابية لعام 1947، والتي أشرف الجيش على تأمينها، واستطاعت الحكومة إنجاحها وضمان نزاهتها، بوصفها أول حكومة تجري بعد الجلاء. وأدت الانتخابات لتراجع شعبية وحوظ الكتلة الوطنية، وفي أعقاب الانتخابات استقالت الحكومة وفق الدستور.

## تشكيلة الحكومة
| الوزير        | الوزارة                                                                    |
| ------------- | -------------------------------------------------------------------------- |
| جميل مردم     | رئيس الوزراء، وزير الداخلية، وزير الصحة، وزير الخارجية (منذ 16 أبريل 1947) |
| سعيد الغزي    | وزير المالية                                                               |
| أحمد الشرباتي | وزير الدفاع الوطني                                                         |
| حكمت الحكيم   | وزير الاقتصاد الوطني                                                       |
| عادل أرسلان   | وزير المعارف                                                               |
| عدنان الأتاسي | وزير العدل، وزير الأشغال العامة                                            |
| نعيم أنطاكي   | وزير العدل (استقال في 16 أبريل 1947)                                       |

| الترتيب | المنصب               | الصورة | شاغل المنصب    | الحزب | الحزب | في المنصب من        | في المنصب حتى      | ملاحظات |
| ------- | -------------------- | ------ | -------------- | ----- | ----- | ------------------- | ------------------ | ------- |
| –       | رئيس الوزراء         |        | جميل مردم بك   |       |       | 28 كانون الأول 1946 | 2 تشرين الأول 1947 |         |
|         | الداخلية             |        | جميل مردم بك   |       |       |                     |                    |         |
|         | الصحة والإسعاف العام |        | جميل مردم بك   |       |       |                     |                    |         |
|         | المالية              |        | سعيد الغزي     |       |       |                     |                    |         |
|         | الخارجية             |        | نعيم الأنطاكي  |       |       |                     |                    |         |
|         | الدفاع الوطني        |        | أحمد الشراباتي |       |       |                     |                    |         |
|         | الاقتصاد الوطني      |        | حكمت الحكيم    |       |       |                     |                    |         |
|         | المعارف              |        | عادل أرسلان    |       |       | 17 حزيران 1946      |                    |         |
|         | العدلية              |        | عدنان الأتاسي  |       |       |                     |                    |         |
|         | الأشغال العامة       |        | عدنان الأتاسي  |       |       |                     |                    |         |

## الملاحظات
1. ↑  فراغ الحقل لا يعني بالضرورة أن شاغل المنصب مستقل سياسياً أو غير حزبي، ولكن بسبب عدم توفر المعلومات أو المصادر.